# Благородна Бурева
Благородна Бурева (на македонска литературна норма: Благородна Бурева) е първата оперна певица във Вардарска Македония.

## Биография
Родена е на 23 февруари 1903 година във Виница, тогава в Османската империя, днес в Северна Македония. Завършва гимназия в Щип, след което в 1935 година се дипломира във Философския факултет в Скопие, тогава автономен клон на Белградския университет. Участва в изпълнението на първото оперно представление в Щипския театър в операта „Палячи“ на Руджеро Леонкавало в ролята на Неда на 29 август 1925 година под ръководството на Сергей Михайлов, под режисурата на Душан Будимирович.
Преселва се в Белград, където умира на 6 ноември 1977 година.